# USK Praag
Univerzitní Sportovní Klub Praag is een basketbalteam uit Praag, Tsjechië welke speelt in de National Basketball League (Tsjechië). De club werd opgericht in 1953.

## Geschiedenis
De club werd opgericht in 1953. Ze spelen sinds 2014 hun thuiswedstrijden in de Hala Folimanka. In 1966 verloor USK de finale om de FIBA European Champions Cup. Ze verloren van Simmenthal Milano met 72-77. In 1968 verloor USK de Saporta Cup door in de finale te verliezen van AEK Athene BC uit Griekenland. Ze verloren met 82-89. Een jaar later in 1969 won USK wel de Saporta Cup. Ze wonnen in de finale van Dinamo Tbilisi uit de Sovjet-Unie. Ze wonnen met 80-74. USK werd elf keer Landskampioen van Tsjecho-Slowakije en werd drie keer Landskampioen van Tsjechië.

## Erelijst
- Landskampioen Tsjecho-Slowakije: 11
  - Winnaar: 1964–65, 1965–66, 1968–69, 1969–70, 1970–71, 1971–72, 1973–74, 1980–81, 1981–82, 1990–91, 1991–92
  - Tweede: 1962–63, 1963–64, 1966–67, 1967–68, 1972–73, 1975–76, 1976–77, 1992–93

- Landskampioen Tsjechië: 3
  - Winnaar: 1993, 1999–00, 2000–01
  - Tweede: 1995–96, 1996–97, 1998–99

- Bekerwinnaar Tsjechië:
  - Runner-up: 1995–96, 2000–01

- FIBA European Champions Cup:
  - Runner-up: 1966

- Saporta Cup: 1
  - Winnaar: 1969
  - Runner-up: 1968

## Bekende (oud)-spelers
- Jiří Zídek
- Domagoj Proleta

## Bekende (oud)-coaches
- Jaroslav Sip